# Polytrichum novae-hollandiae
Polytrichum novae-hollandiae là một loài Rêu trong họ Polytrichaceae. Loài này được A. Jaeger miêu tả khoa học đầu tiên năm 1875.